# Trumbull (Nebraska)
Pour les articles homonymes, voir Trumbull (homonymie).
Trumbull est un village des comtés d'Adams et de Clay, dans l'État du Nebraska, aux États-Unis. En 2020, il comptait une population de 198 habitants.